# سلطان حمید سلطان
دکتر سلطان حمید سلطان ادیب، استاد دانشگاه و سیاستمدار افغان در دولت موقت افغانستان وزارت ترانسپورت را به عهده داشت. وی پس از مدتی  وزارت را به کناری نهاد و به دانشگاه برگشت.

## پیشینه
سلطان حمید سلطان در ۱۳۲۷، در بهسود افغانستان  متولد شد.
او از قوم هزاره از اقوام دری گوی افغانستان است.
سلطان حمید سلطان در دانشکده ادبیات و علوم انسانی دانشگاه کابل  درس خواند. آن گاه بورس تحصیل در ایران را دریافت کرد و پس از چندی موفق به اخذ درجه دکتری زبان و ادبیات فارسی شد و در دانشگاه‌های ایران مشغول تدریس شد.

## سوابق سیاسی
او پس از سقوط طالبان به وزارت ترانسپورت در افغانستان دست یافت اما پس از چندی به دامن علم و ادب برگشت و تدریس در دانشگاه را پی گرفت. آن گاه ایران را ترک گفت و به کانادا سفر کرد.

## زندگی علمی
او مدت دو سال استاد مؤسسه عالی تربیت معلم سید جمال ا لدین کابل  بود و پس ازسفر به ایران مدت بیست سال در دانشگاه بین‌المللی امام خمینی قزوین در کنار استادانی چون محمد دبیرسیاقی ،قاسم انصاری،تقی پورنامداریان،اسماعیل قافله باشی،محمدحسین محمدی مشغول تدریس بود و شاگردان زیادی تربیت کرد که هم‌اکنون با مدارج علمی مختلف: دکتر،فوق لیسانس ،لیسانس در گوشه و کنار ایران مشغول فعالیت‌های علمی اند اما هیچ گاه این استاد مهربان و نجیب را از یاد نبرده‌اند.
برخی از پایان‌نامه‌هایی که ایشان راهنمایی کرده‌اند بدین قرار است:
- تصحیح و توضیح چهار باب از مصباح الهدایه و مفتاح الکفایه عزالدین محمود کاشانی: عفت کرباسی کاخکی
- شرح مشکلات تاریخ وصاف:جلیل قاسمی
- شگردهای خیال در غزل کلیم کاشانی:امیر حسین بهمنی
- مفاهیم رزمی گرشاسبنامه اسدی توسی:محمد علی صادقی برزانی
- بررسی شعر مهاجرت افغانستان (در ایران):کبری کریمی
- صور خیال در دیوان شهریار:مریم خادم ازغدی
- بررسی طبقات اجتماعی و فرهنگی از نگاه حافظ:ایرج شهبازی
- علم معانی در غزلیات سعدی:بهمن افشانی آقاجانی
- بررسی صور خیال در شعر هوشنگ ابتهاج:معصومه ملایی
- صور خیال در شعر احمد شاملو:سیدجلال موسوی[۱]

## زندگی شخصی
او هم‌اکنون در ونکوور کانادا زندگی می‌کند اما در آن جا نیز علم و ادب را از یاد نبرده است و با تشکیل انجمن‌های ادبی مشغول نشر دانش و فرهنگ غنی دری می‌باشد.

## پیوندها به بیرون
- سایت ماریا دارو[پیوند مرده]
- دانشگاه بین‌المللی امام خمینی
- وب سایت دکتر اسلامی ندوشن
- یادی از استاد (قطب عالم)[پیوند مرده]